# Tricheilostoma
Tricheilostoma – rodzaj węży z podrodziny Asiatyphlopinae w rodzinie węży nitkowatych (Leptotyphlopidae).

## Zasięg występowania
Rodzaj obejmuje gatunki występujące w Afryce (Gwinea, Wybrzeże Kości Słoniowej, Mali, Burkina Faso, Ghana, Togo, Benin, Niger, Nigeria, Kamerun, Czad, Sudan, Republika Środkowoafrykańska i Gwinea Równikowa). 

## Systematyka

### Etymologia
- Tricheilostoma: gr. τρι- tri- „trzy-”, od τρεις treis, τρια tria „trzy”[6]; χειλος kheilos „warga”[7]; στομα stoma, στοματος stomatos „usta”[8].
- Guinea: Gwinea (ang. Guinea), Afryka Zachodnia, od por. nazw Guiné dla tropikalnych ziem Afryki Zachodniej na południe od Senegalu zamieszkanej przez Murzynów, od berb. słowa Ghinawen „Murzyni”[3]. Gatunek typowy: Stenostoma bicolor Jan, 1860.

### Podział systematyczny
Do rodzaju należą następujące gatunki:
- Tricheilostoma bicolor
- Tricheilostoma broadleyi
- Tricheilostoma dissimilis
- Tricheilostoma greenwelli
- Tricheilostoma kongoensis
- Tricheilostoma sundewalli